# Рейс навылет
«Рейс навылет» (англ. Fight or Flight) — британо-американский комедийный боевик 2025 года режиссёра Джеймса Мэдигана с Джошом Хартнеттом в главной роли. Премьера состоялась 28 февраля 2025 года на британском киносервисе Sky Cinema. Фильм получил положительные отзывы критиков.

## Сюжет
Лукас Рейес был агентом спецслужб, пока не потерял работу. Теперь он выполняет часто опасные для жизни задания для различных сомнительных клиентов. С Лукасом связывается его бывшая начальница Кэтрин Брант, которая хочет вернуть ему прежнюю жизнь, если он сделает для нее одну вещь. Во время перелета из Таиланда в Сан-Франциско Лукас должен арестовать находящегося в международном розыске человека по прозвищу «Призрак» и передать его властям США. 
«Призрак» — псевдоним Иши, которая стала жертвой торговцев людьми и ворует у богатых преступников, чтобы помочь бедным людям. В результате у неё появилось множество врагов, а на борту самолета находятся охотники за головами и профессиональные убийцы, которым приказано убить «Призрака». Лукас должен защитить жизнь Иши.

## В ролях
- Джош Хартнетт — Лукас Рейес
- Чаритра Чандран — Иша
- Джулиан Костов — Аарон Хантер
- Кейти Сакхофф — Кэтрин Брант
- Марко Сарор — Чайен

## Производство и релиз
Режиссёром фильма стал Джеймс Мэдиган. Продюсеры — Тай Дункан, Бэзил Иванык и Эрика Ли. Фильм снят по сценарию Брукса МакЛарена и Ди Джей Котроны. Главные роли в фильме получили Джош Хартнетт, Чаритра Чандран, Джулиан Костов, Кейти Сакхофф и Марко Сарор. Съёмки проходили в Венгрии.
Премьера состоялась 28 февраля 2025 года на британском киносервисе Sky Cinema. В России фильм вышел в прокат 17 апреля 2025 года, в США — 9 мая 2025 года.